# Хайп, Джеймс
Джеймс Эдвард Ли Марсленд (англ. James Edward Lee Marsland; род. 26 ноября 1989 года, Виррал, Мерсисайд, Англия, Великобритания), более известный как Джеймс Хайп (англ. James Hype) — британский диджей и музыкальный продюсер.

## Биография
Джеймс Хайп родился под именем Джеймс Эдвард Ли Марсленд 26 ноября 1989 года в городе Виррал, Мерсисайд, Англия. Он учился в гимназии Калдей-Грейндж и жил в Грисби.
Хайп открыл для себя онлайн-музыку в 13 лет. Родители подарили ему на 15-летие комплект диджейских пультов. В 16 лет Хайп получил свой первый резидентский статус, работая диджеем на разогреве в ночных клубах Destiny & Elite в Чешир-Оксе.
Хайп начал работать диджеем в 18 лет, выступая в различных клубах и барах Мерсисайда и Северной Англии. Первым полноценным резидентом Марсленда стал бар Aura в Хойлейке. Затем он работал диджеем всю ночь напролёт в клубе Funky Box на Флит-стрит в центре Ливерпуля.
В 2018 году он сотрудничал с Крейгом Дэвидом над синглом «No Drama».
Он наиболее известен своей крылатой фразой «Who Does This?», которая ассоциируется с его выступлениями диджея, и своим синглом 2022 года «Ferrari», который занял первое место в чартах Нидерландов, Италии и Бельгии.
Хайп вёл ночное радиошоу по четвергам на радиостанции KISS FM с июля 2017 года по ноябрь 2019 года. Хайп является послом производителя диджейского оборудования Pioneer DJ и участвует в их онлайн-видеороликах.
Хайп находится в отношениях с коллегой-диджеем и продюсером Титой Лау, пара планировала помолвку в августе 2023 года.

## Stereohype
Джеймс Хайп — основатель лейбла Stereohype, который начал свою деятельность в 2020 году. Среди релизов — работы продюсеров R3WIRE, Tita Lau, Zurra, Dots Per Inch, Roxe и More Than Friends.

## Дискография

### Синглы
| Название                                                                               | Год  | Высшая позиция в чартах | Высшая позиция в чартах | Высшая позиция в чартах | Высшая позиция в чартах | Высшая позиция в чартах | Высшая позиция в чартах | Высшая позиция в чартах | Высшая позиция в чартах | Высшая позиция в чартах | Высшая позиция в чартах | Сертификация                                                                                               |
| Название                                                                               | Год  | UK                      | AUS                     | AUT                     | BEL                     | FRA                     | GER                     | IRE                     | NLD                     | SWI                     | WW                      | Сертификация                                                                                               |
| -------------------------------------------------------------------------------------- | ---- | ----------------------- | ----------------------- | ----------------------- | ----------------------- | ----------------------- | ----------------------- | ----------------------- | ----------------------- | ----------------------- | ----------------------- | --- |
| «More than Friends» (при участии Келли-Ли)                                             | 2017 | 8                       | —                       | 26                      | 12                      | 186                     | 23                      | 20                      | —                       | 29                      | —                       | - BPI: Platinum - BEA: Gold - BVMI: Gold                                                                   |
| «No Drama» (при участии Крейга Дэвида)                                                 | 2018 | —                       | —                       | —                       | 62                      | —                       | —                       | —                       | —                       | —                       | —                       | - BPI: Gold                                                                                                |
| «I Was Lovin’ You» (при участии Dots Per Inch и Ayak)                                  | 2019 | 92                      | —                       | —                       | —                       | —                       | —                       | —                       | —                       | —                       | —                       | - BPI: Silver                                                                                              |
| «Afraid» (при участии Харли)                                                           | 2020 | 79                      | —                       | —                       | —                       | —                       | —                       | 79                      | —                       | —                       | —                       | - BPI: Silver                                                                                              |
| «Good Luck» (при участии Пиа Мии)                                                      | 2021 | —                       | —                       | —                       | —                       | —                       | —                       | —                       | —                       | —                       | —                       | |
| «Ferrari» (совместно с Мигги Делой Росой)                                              | 2022 | 6                       | 29                      | 4                       | 1                       | 74                      | 4                       | 8                       | 1                       | 2                       | 25                      | - BPI: Platinum - ARIA: Platinum - BEA: Platinum - BVMI: Platinum - IFPI SWI: 2× Platinum - SNEP: Platinum |
| «Drums» (при участии Ким Петрас)                                                       | 2023 | —                       | —                       | —                       | —                       | —                       | —                       | —                       | —                       | —                       | —                       | |
| «Wild»                                                                                 | 2024 | —                       | —                       | —                       | —                       | —                       | —                       | —                       | —                       | —                       | —                       | |
| «Feel My Needs» (совместно с Weiss)                                                    | 2024 | —                       | —                       | —                       | —                       | —                       | —                       | —                       | —                       | —                       | —                       | |
| «7 Seconds» (при участии Shamiya Battles)                                              | 2024 | —                       | —                       | —                       | —                       | —                       | —                       | —                       | —                       | —                       | —                       | |
| «Don’t Wake Me Up»                                                                     | 2025 | 50                      | —                       | —                       | —                       | —                       | —                       | —                       | —                       | —                       | —                       | |
| "—" означает, что запись не попала в чарт, либо не была выпущена на данной территории. |      |                         |                         |                         |                         |                         |                         |                         |                         |                         |                         | |

### Ремиксы
- 2017: Кристин Блонд —  «Love Shy» (James Hype Remix)
- 2017: Sage the Gemini — «Reverse» (James Hype Remix)
- 2018: Бруно Марс при участии Карди Би — «Finesse» (James Hype Remix)
- 2018: Yxng Bane — «Vroom» (James Hype Remix)
- 2018: Crazy Cousinz при участии Yungen и M.O — «Feelings (Wifey)» (James Hype Remix)
- 2020: Энн-Мари — «Birthday» (James Hype Remix)
- 2020: OutCry при участии Наташи Грано — «Tell Me Why» (James Hype Remix)
- 2020: DJ Solo и FREQ — «Crazy Love» (James Hype Remix)
- 2021: Icona Pop и Sofi Tukker — «Spa» (James Hype Remix)
- 2021: Феликс Йен и Робин Шульц при участии Джорджии Ку — «I Got a Feeling» (James Hype Remix)
- 2022: Belters Only и Jazzy — «Make Me Feel Good» (James Hype Remix)
- 2022: Claptone и Lau.ra — «Beautiful» (James Hype Remix)
- 2022: Дэвид Гетта, Бекки Хилл и Элла Хендерсон — «Crazy What Love Can Do» (David Guetta and James Hype Remix)
- 2022: Оливер Хелденс при участии Найла Роджерса — «I Was Made For Lovin’ You» (James Hype Remix)
- 2023: Ким Петрас и Ники Минаж — «Alone» (James Hype Remix)